# Dwarika Devi Thakurani
Dwarika Devi Thakurani, var en nepalesisk politiker.
Hon blev 1959 sitt lands första kvinnliga parlamentariker, och samma år första kvinnliga minister då hon utnämndes till vice hälsominister.  